# 허애선
허애선(1993년 12월 17일 ~ )은 대한민국의 레이싱 모델이다.

## 경력

### 레이싱모델 경력
- 2019년 - CJ대한통운 슈퍼레이스 챔피언십 레이싱모델